# 로버트 하퍼

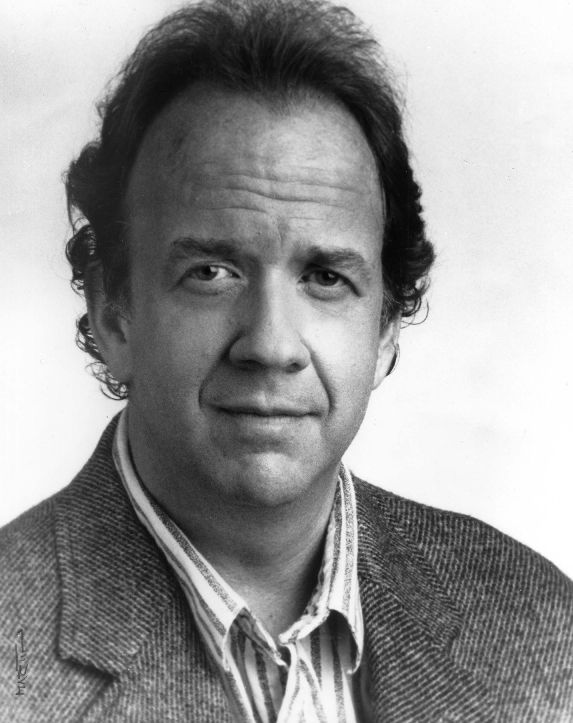

로버트 하퍼(Robert Harper, 1951년 5월 19일 ~ 2020년 1월 23일)는 미국의 배우이다.
뉴욕에서 태어났으며 로테르담에서 사망하였다. 사인은 암이다.

## 출연 작품
- 몰리 (1999년)
- 인사이더 (1999년)
- 해리 파괴하기 (1997년)
- 롱 맨 (1993년)
- 그레이 건맨 (1993년)
- 트릭스 (1992년)
- 최종 분석 (1992년) - 앨런 로웰탈 역
- 라스트 리벤저 (1991년)
- 베이루트 SOS (1991년)
- 여탐정 테레사 (1990년)
- 스트랭글러 (1989년)
- 또 다른 탄생 (1989년)
- 초능력 슈퍼캅 (1989년)
- 장미의 전쟁 (1989년)
- 오지의 미녀 (1988년)
- 트윈스 (1988년)
- 내 사랑 사이보그 (1987년)
- 어머니의 비밀 (1987년)
- 싸이렌트 보이스 (1987년)
- 미궁의 살인 사건 (1987, Murder Ordained)
- FBI의 대부 후버 (1987년)
- 와이즈가이 (1987년)
- 쿵후 (1986년)
- 집행자 (1986년)
- 원스 어폰 어 타임 인 아메리카 (1984년)

### 텔레비전
- LA 로 (1986년)
- 크립쇼 (1982년)